# Waldemar (Bischof)
Waldemar (* 1157 oder 1158; † April 1235 oder 1236 wohl im Kloster Loccum) war ein Prinz von Dänemark aus dem Haus Estridsson, von 1182 bis 1208 Bischof von Schleswig und ferner von 1192/1207 bis 1209/10, 1211/12 bis 1217 Erzbischof vom  Erzbistum Bremen-Hamburg.

## Biografie
Waldemars Vater, der dänische König Knut V., wurde am 9. August 1157 vom Mitkönig Sven ermordet. Waldemar hatte damit, ähnlich wie sein Halbbruder, der heilige Niels von Aarhus, Erbansprüche auf den dänischen Thron. Sein Verwandter, der als Waldemar I. siegreich aus dem Thronstreit hervorgegangen war, sorgte allerdings dafür, dass Waldemar wie sein Bruder eine geistliche Karriere einschlug.
Waldemar wurde zum Studium nach Paris geschickt. Nach seiner Rückkehr ernannte König Waldemar I. ihn 1178/82 zu Bischof von Schleswig und gleichzeitig zum Verwalter des Herzogtums Schleswig für den minderjährigen Königssohn Waldemar (II.). Die Bischofsweihe fand jedoch erst 1187/88 statt. Am 23. Mai 1191 wurde das von ihm gestiftete Zisterzienserkloster Guldholm eingeweiht.
1192 wurde er zum (Gegen-)Erzbischof vom Bistum Bremen gewählt. Er gewann im Stiftskrieg große Teile von Dithmarschen für das Bistum. Zusammen mit Graf Adolf III. von Holstein kämpfte er gegen die Söhne von Waldemar I., den dänischen König Knut VI. und den nunmehr volljährigen Schleswiger Herzog Waldemar, die ihren Einflussbereich nach Holstein ausdehnten. In diesem Zusammenhang Schon Ende 1192 geriet er in die Gefangenschaft des dänischen Königs und wurde zusammen mit Adolf III. auf der Norburg inhaftiert. Trotz vielfacher gerichtlicher Schritte der römischen Kurie blieb er bis 1206 gefangen. Laut den Annales Ryenses, den Annalen des Rüdeklosters, soll Königin Dagmar von ihrem Mann Waldemar II., seine Freilassung erbeten haben.
1207 wurde er durch die staufische Partei erneut Erzbischof von Bremen. Eine Minderheit im Bremischen Domkapitel unter Burchard von Stumpenhausen verweigerte die Wahl und begab sich nach Hamburg. In Hamburg wurde Burchard von Stumpenhausen von der Minderheit des Bremischen Domkapitels und des Hamburger Domkapitels unter Einfluss des dänischen Königs Waldemar II., welcher Nordalbingien mit Hamburg seit 1202 besetzt hielt, zum Gegenbischof gewählt. Papst Innozenz III. verweigerte ihm schließlich 1207 die Bestätigung der Wahl für Hamburg-Bremen und setzte ihn 1208 auch in Schleswig ab.
Von 1207 bis 1217 dauerten die „Waldemarschen Wirren“. Er stritt mit der Stadt Bremen und den Stedinger Bauern und wurde 1217/18 endgültig verjagt. Auch stritt er mit um den dänischen Thron und nannte sich König von Dänemark. Er wurde später Mönch in Loccum und ab 1220 in Citeaux, wo er 1236 starb. Begraben wurde er am 28. April in der Zisterzienserabtei Loccum.